# Миллиметр ртутного столба
Миллиме́тр рту́тного столба́ (сокр. мм рт. ст.; русское обозначение: мм рт.ст.; международное: mm Hg, mmHg) — внесистемная единица измерения давления, равная 101 325/760 ≈ 133,322 Па.
Внесистемная единица «торр» (англ. Torr) крайне близка к 1 мм рт.ст., названа в честь Э. Торричелли.
В Российской Федерации миллиметр ртутного столба допущен к использованию в качестве внесистемной единицы без ограничения срока с областью применения «медицина, метеорология, авиационная навигация». Международная организация законодательной метрологии (МОЗМ) в своих рекомендациях относит миллиметр ртутного столба к единицам измерения, «которые могут временно применяться до даты, установленной национальными предписаниями, но которые не должны вводиться, если они не используются».
Происхождение этой единицы связано со способом измерения атмосферного давления при помощи барометра, в котором давление уравновешивается столбиком жидкости. В качестве жидкости часто используется ртуть, поскольку у неё очень высокая плотность (≈13,6⋅103 кг/м3), что уменьшает необходимую высоту столба жидкости, и низкое давление насыщенного пара при комнатной температуре.
Атмосферное давление на уровне моря составляет примерно 760 мм рт.ст. Стандартное атмосферное давление принято равным (точно) 760 мм рт.ст., или 101 325 Па, отсюда вытекает определение миллиметра ртутного столба (101 325/760 Па). Ранее использовалось несколько иное определение: давление столба ртути высотой 1 мм и плотностью 13 595 кг/м3 при ускорении свободного падения g, равном 9,80665 м/с2. Разница между этими двумя определениями составляет 0,000014 %.
Миллиметры ртутного столба используются, например, в вакуумной технике, в метеорологических сводках и при измерении кровяного давления. Поскольку в вакуумной технике очень часто давление измеряют просто в миллиметрах, опуская слова «ртутного столба», естественный для вакуумщиков переход к μm (микронам) осуществляется, как правило, тоже без указания «давления ртутного столба». Соответственно, когда на вакуумном насосе указано давление 25 μm, речь идёт о предельном разрежении, создаваемом этим насосом, измеряемом в микронах ртутного столба. Само собой, никто не использует манометр Торричелли для измерения таких низких давлений. Для измерения низких давлений используют другие приборы, например, манометр (вакуумметр) Мак-Леода.
Иногда используются миллиметры водяного столба (1 мм рт.ст. = 13,5951 мм вод.ст.). В США и Канаде также используется единица измерения «дюйм ртутного столба» (обозначение — inHg). 1 inHg = 3386,389 Па (при 0 °C/32 °F).
|               | Паскаль (Pa, Па) | Бар (bar, бар) | Техническая атмосфера (at, ат) | Физическая атмосфера (atm, атм) | Миллиметр ртутного столба (мм рт. ст., mm Hg, Torr, торр) | Миллиметр водяного столба (мм вод. ст., mm H2O) | Фунт-сила на квадратный дюйм (psi) |
| 1 Па          | 1                | 10−5           | 1,01972⋅10−5                   | 9,8692⋅10−6                     | 7,5006⋅10−3                                               | 0,101972                                        | 1,4504⋅10−4                        |
| 1 бар         | 105              | 1              | 1,01972                        | 0,98692                         | 750,06                                                    | 10197,2                                         | 14,504                             |
| 1 ат          | 98066,5          | 0,980665       | 1                              | 0,96784                         | 735,56                                                    | 104                                             | 14,223                             |
| 1 атм         | 101325           | 1,01325        | 1,03323                        | 1                               | 760                                                       | 10332,3                                         | 14,696                             |
| 1 мм рт. ст.  | 133,322          | 1,3332⋅10−3    | 1,3595⋅10−3                    | 1,3158⋅10−3                     | 1                                                         | 13,595                                          | 0,019337                           |
| 1 мм вод. ст. | 9,80665          | 9,80665⋅10−5   | 10-4                           | 9,6784⋅10-5                     | 0,073556                                                  | 1                                               | 1,4223⋅10-3                        |
| 1 psi         | 6894,76          | 0,068948       | 0,070307                       | 0,068046                        | 51,715                                                    | 703,07                                          | 1                                  |